# Tajvan zenei élete

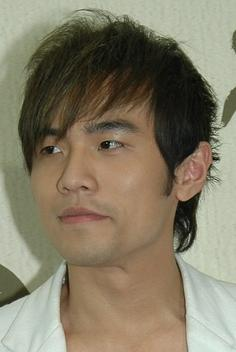
Jay Chou

Tajvan zenei élete sokrétű, a bennszülött ausztronéz népek zenéje ugyanúgy megtalálható, mint a kontinentális Kínából származó hagyományos kínai zene, kínai opera vagy a nyugati klasszikus zene és könnyűzene. Tajvan az ázsiai mandarin nyelvű popzene fellegvára, olyan, Ázsia szerte kedvelt előadókat adott a szakmának, mint a négyszeres World Music Awards-díjas Jay Chou; Jolin Tsai, A-mei vagy a Fahrenheit.

## Bennszülött népek zenéje
A Tajvanon élő ausztronéz népek zenéjére a hétköznapi élet feldolgozása a jellemző, énekkel és tánccal, a dalszövegek a munkáról, a vallásról, a szerelemről és a különféle szertartásokról egyaránt szólhatnak. Az énekre leginkább a call and response (hívó és válaszoló) kétszólamú kórus a jellemző, de a bunun törzsre jellemző például a nyolcszólamú kórus is. A thao törzs egyik zenei különlegessége a „mozsártörő-dal”, melyhez tánclépések is járulnak. A bennszülött törzsek jellegzetes hangszerei közé tartozik az orrfurulya, a doromb, a bambuszból készült marimba és a zenei íj.

## Hagyományos kínai zene

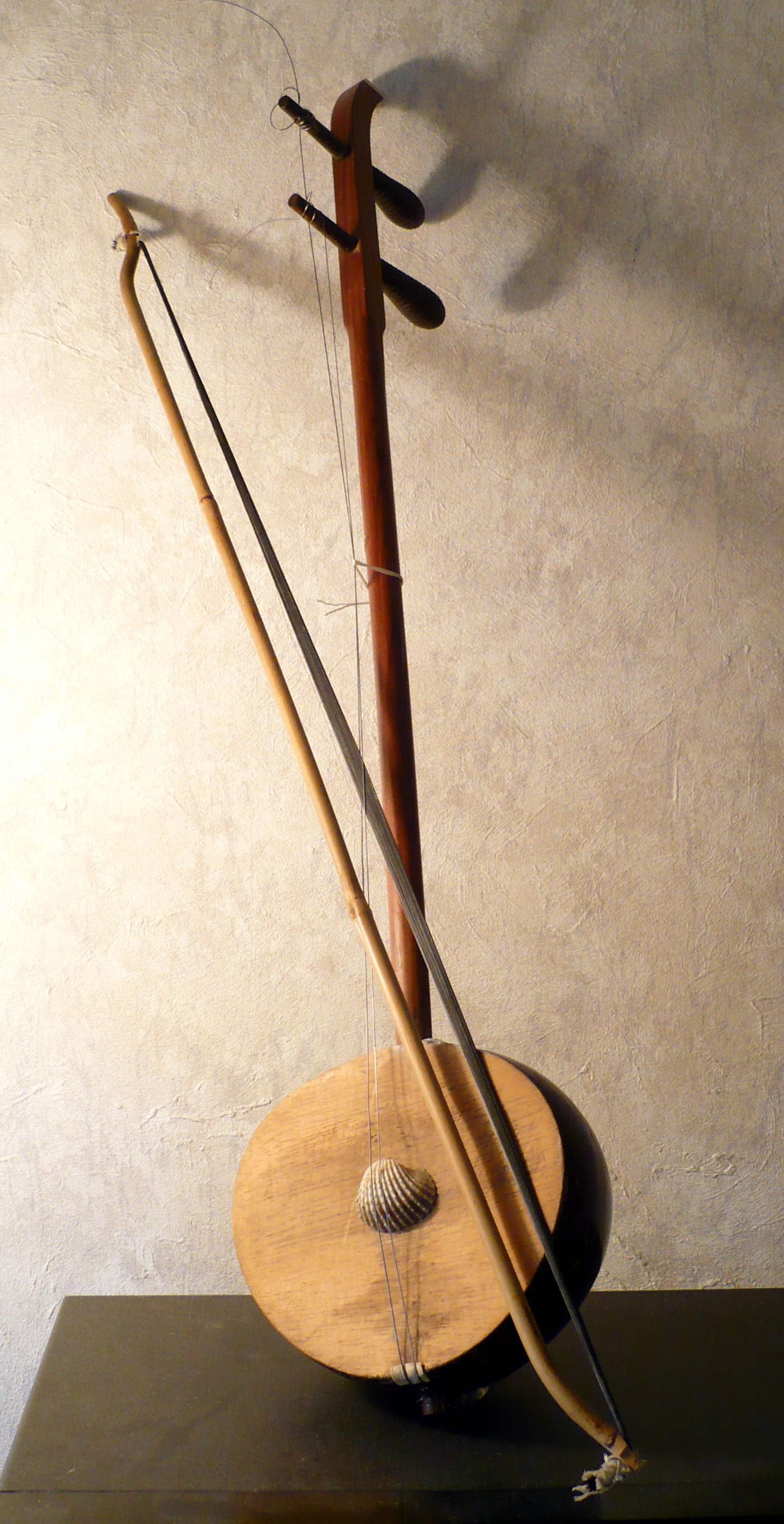
jehu (yehu)

A han kínai zenei hatások Tajvanra főképp a kontinentális Kína középső részéről érkeztek, de az idők folyamán a történelmi események (például a japán uralom) hatására helyi jelleget kezdtek ölteni. Több jellegzetesen tajvani műfaj is kialakult, ezek a liam kua, a pejkuan (beiguan), a nankuan (nanguan) és a kocajhszi (gezaixi).
A liam kua egy szólóénekes előadása, melyben részben narrál, részben pedig énekel egy történetet és valamilyen egyszerű hangszerrel kíséri azt. Eredetileg egy 18. vagy 19. században íródott énekeskönyvből vették a történeteket, később azonban elterjedtté vált az improvizáció is. A dalszövegek vagy hét egyszótagú szóból álló sorokat tartalmaznak, vagy versmérték nélküli, szabálytalan hosszúságú sorokat.
A pejkuan (beiguan) („északi szél”) a Fucsien (Fujian) tartománytól északra található területekről származó műfajok összefoglaló neve. A pejkuan (beiguan) gyakori eleme a vallásos szertartásoknak (templomi szertartások, temetések stb), de színházi előadások kísérésére is szolgál, leginkább dalbetét formájában. Ezek szövege hét vagy tíz szótagú, versmértékes sorokból áll, a kísérő hangszerek általában hagyományos vonós illetve fúvós hangszerek, a fő hangszer pedig a vonós hangszerek családjába tartozó jehu (yehu) és csinghu (jinghu). A műfaj a „hakka teaszedő opera” egyik fontos eleme. Zenei hangzása ahhoz az észak-kínai stíluséhoz hasonló, amelyből a pekingi opera is kifejlődött.
A nankuan (nanguan) („déli szél”) a Jangce folyótól délre fekvő területekről származik, tulajdonképpen kamarazene, négy fő hangszerrel (pi-pá (pipa), szanhszien (sanxian), tunghsziao (dongxiao) és erhszien (erxian)). A műfaj legismertebb tajvani előadója a Han Tang Yuefu együttes.
A kocajhszi (gezaixi) tajvan zenei világának „olvasztótégelye”, egyfajta színházi előadás, mely egybeolvasztja a kínai operát, a tajvani népdalokat és népszerű könnyűzenei dallamokat. A 20. század elején alakult ki, és ebből fejlődött ki a tajvani opera.

## Klasszikus zene

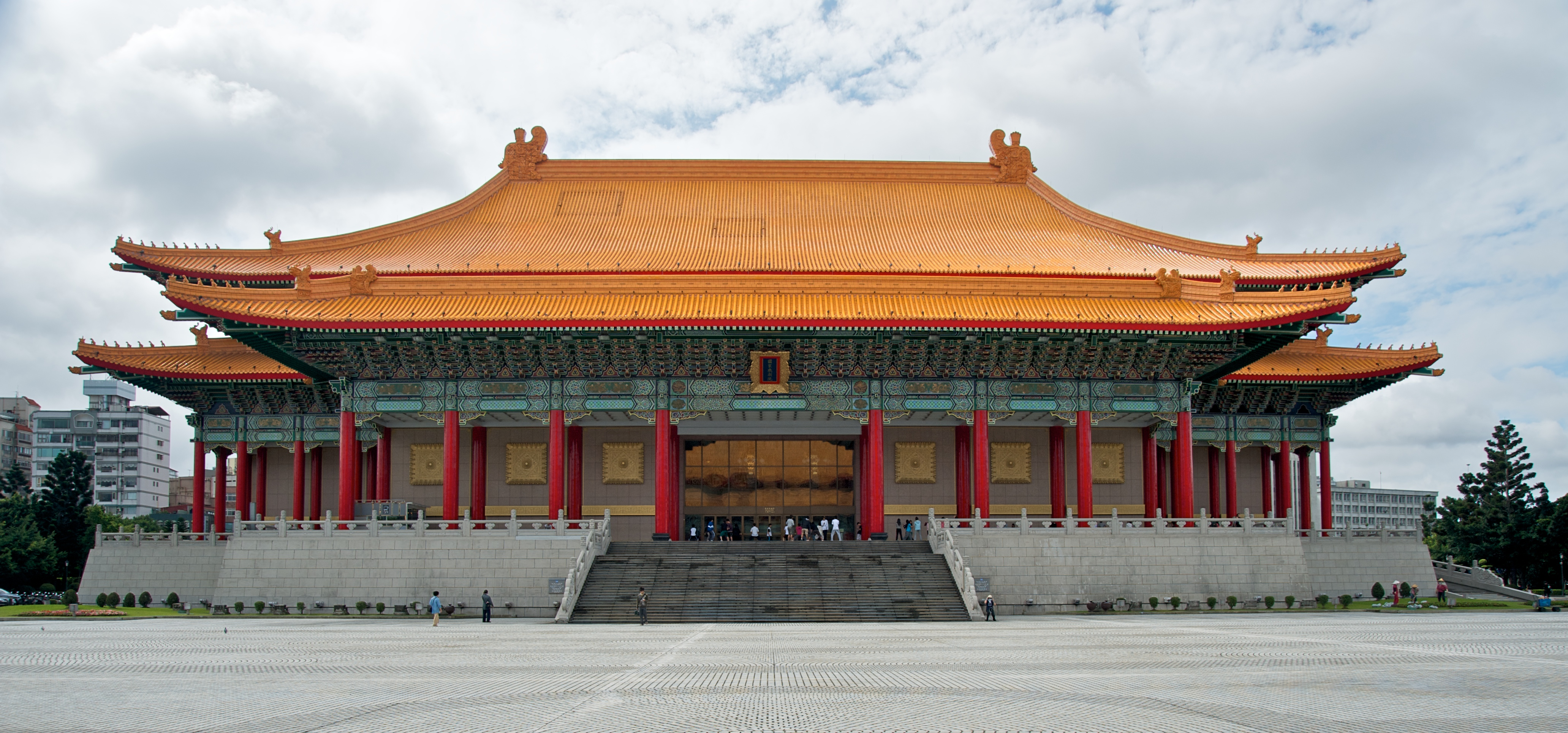
A Nemzeti Színház épülete Tajpejben

A nyugati zene megjelenése a 17. századra tehető, a hollandok és a spanyolok megjelenésével a szigeten. Utóbbiak a katolikus egyházi zenét és a katonai zenekarok hangszereit honosították meg Tajvanon. A 19. században a presbiteriánus iskolákban megkezdődött a klasszikus zenei oktatás is.
A japánok uralta időszakban a japán alapítású iskolákban is volt nyugati típusú zeneoktatás, ezekből az iskolákból kerültek ki Tajvan első neves komolyzenei művészei. Csang Fu-hszing (Chang Fu-xing) hozta létre Tajvan első zenekarát, a Linglung (Linglong) Társaságot 1920-ban. Az első országos szimfonikus zenekar, a mai Tajvani Nemzeti Szimfonikus Zenekar elődje 1945-ben állt össze. A Tajpeji Szimfonikus Zenekar 1969, a Nemzeti Szimfonikus Zenekar pedig 1986 óta létezik. A legnagyobb magán alapítású zenekar, a Tajpeji Filharmonikusok, 1985-ben alakult.
Az európai alapokon nyugvó opera 1976 óta van jelen, ekkor kezdte meg működését a Tajpeji Operaház. Emellett a Nemzeti Színház is szokott operákat bemutatni. 2009-ben megkezdődött a Tajcsung (Taichung)i Városi Operaház építése, az épületet Itó Tojoo japán építész tervezte.

## Könnyűzene
A tajvani könnyűzenei életre a nyugati – főként amerikai – és a japán korszak miatt a japán hatások a jellemzőek. A könnyűzenei dalok általában mandarin, holo, japán és angol nyelvűek.

### Popzene
- Az Atya nevébenJay Chou egyik jellegzetes stílusú dala, a Ji fu csö ming (Yǐ Fù Zhī Míng), a Je Huj-mej albumról

Nem tudod lejátszani a fájlt?
Az első tajvani popdalnak a The Peach Girl című dalt tartják, mely egy 1932-ben Sanghajból behozott némafilmhez írtak. A holo nyelvű dalokat először a japán elnyomás, majd pedig az 1945 után bevezetett, a mandarin nyelvet népszerűsítő kampány szinte teljesen elnyomta. Ugyanakkor a sziget zenei világára erőteljes hatást gyakorolt az amerikai katonák által hallgatott amerikai könnyűzene.
Tajvan popzenéje hatással van a kontinentális Kína és egész Ázsia popzenéjére is. A „mandarin nyelvű popzene császárának” nevezett Jay Chou dalszövegeit nem csak Tajvan, de Kína általános iskoláiban is tanítják. Az Ázsia-szerte népszerű, tajvani származású, mandarin nyelvű énekes-dalszerzők közé tartozik még A-mei, Leehom Wang, Wu Bai, Jolin Tsai és az olyan popegyüttesek, mint a S.H.E. és a Fahrenheit.

### Rockzene
- Final HomeRészlet a Mayday együttes egyik dalából

Nem tudod lejátszani a fájlt?
A legismertebb tajvani rockegyüttesek közé tartozik a Mayday és a China Blue. A szigeten számos indie rockzenekar is létezik, a 2000-es években a számuk mintegy megötszöröződött. A mainstream népszerűséget a Sodagreen és a Cheer Chan együtteseknek sikerült elérni, a Sodagreen még a Arany Melódia-díjat is kapott legjobb együttes és legjobb zeneszerző kategóriában. Az ismertebb indie együttesek közé tartozik még a Tizzy Bac, a ChthoniC és a Staycool.